# Заозерний (Копейськ)
Заозерний  (рос. Заозёрный) — селище, підпорядковане місту Копейськ Челябінської області Російської Федерації.
Населення становить 363 особи (2010).

## Історія
Згідно із законом від 28 жовтня 2004 року органом місцевого самоврядування є Копейський міський округ.

## Населення
| 2002 | 2010 |
| ---- | ---- |
| 363  | →363 |